# Anschlagsserie in Midi-Pyrénées
Bei einer Anschlagserie in Midi-Pyrénées im März 2012 wurden sieben Menschen ermordet. Die islamistischen Anschläge erfolgten in den Städten Toulouse (11. und 19. März) und Montauban (15. März) in der Region Midi-Pyrénées im Süden Frankreichs. Die beiden ersten Anschläge am 11. März und 15. März waren gegen Soldaten gerichtet und hatten drei Todesopfer und einen Schwerverletzten zur Folge. Beim dritten Anschlag am 19. März erschoss der Attentäter Mohamed Merah vier Menschen vor einer jüdischen Schule, darunter drei Kinder.

## Anschläge
In allen drei Fällen fuhr der Täter Mohamed Merah, ein 23-jähriger Algerier islamischen Glaubens sowie französischer Staatsbürgerschaft, mit einem Motorroller vor, feuerte gezielt auf seine Opfer. In der Nacht zum 21. März 2012 umstellten Polizisten der Spezialeinheit RAID das Mehrfamilienhaus im Stadtteil Côte Pavée von Toulouse, in dem der Verdächtige wohnte. Am Morgen des 22. März 2012 starb der Täter, nachdem die Spezialeinheit RAID der französischen Polizei in das Mehrfamilienhaus vorgedrungen war und es zu einer Schießerei kam, bei der auch zwei Polizisten verwundet wurden. Nach Angaben des französischen Innenministers Claude Guéant sei der Mann aus dem Fenster seines Badezimmers gesprungen und dabei durch den Kopfschuss eines Scharfschützen getötet worden. Merah soll sich als Mudschahid und Mitglied des Terrornetzwerkes al-Qaida bezeichnet haben.
In drei Anschlägen im Abstand von jeweils vier Tagen wurden vom Täter, der einen schwarzen Motorroller fuhr und einen Helm mit verdunkeltem Visier trug, am helllichten Tag sieben Menschen getötet und zwei weitere schwer verletzt. Beim Motorroller handelte es sich nach Angaben der Polizei um einen Yamaha TMax 530; als Tatwaffe diente in allen drei Fällen ein Colt Kaliber .45, in einem Fall zusätzlich eine 9-Millimeter-Pistole.

### 11. März – Mord in Toulouse
Am 11. März wurde der 30-jährige Fallschirmjäger Imad Ibn-Ziaten des 1er régiment du train parachutiste in Toulouse mit einem Kopfschuss ermordet, als er in Zivilkleidung eine Sporthalle in Toulouse verließ. Er wollte dort privat ein Motorrad verkaufen und hatte sich mit dem Attentäter hierfür verabredet. Der Soldat war marokkanischer Herkunft.
Seine Mutter Latifa Ibn Ziaten gründete daraufhin in Frankreich eine interreligiöse Friedensbewegung. Sie wurde hierfür am 19. November 2015 von der Chirac-Stiftung mit einem Preis gewürdigt.

### 15. März – Doppelmord in Montauban
Beim zweiten Anschlag am 15. März in Montauban, 50 Kilometer nördlich von Toulouse entfernt, wurden zwei Luftlandepioniere getötet und ein dritter schwer verletzt, als sie außerhalb eines Einkaufszentrums vermutlich an einem Geldautomaten standen. Die drei Soldaten gehörten der Brigade 17e régiment du génie parachutiste an. Die uniformierte Gruppe war unbewaffnet. Die beiden getöteten Soldaten, 24 und 25 Jahre alt, waren nordafrikanischer Herkunft, der Schwerverletzte war ein zur Tatzeit 28-jähriger Unteroffizier aus Guadeloupe. Er blieb vom Hals an abwärts gelähmt. Die Überwachungskameras zeigten einen in Schwarz gekleideten Motorrollerfahrer, der einen Helm mit verdunkeltem Visier trug.
Sowohl die Einheit in Toulouse als auch diejenige in Montauban, der die Opfer angehörten, waren in dieser Zeit unter anderem an Afghanistan-Einsätzen beteiligt. Verwendet wurde eine Waffe im Kaliber .45 (11,43 mm). In Montauban wurden 17 Patronenhülsen gefunden, der Soldat in Toulouse war von einem Projektil aus der gleichen Waffe getötet worden. In Montauban wurde auch ein Magazin gefunden.

### 19. März – Anschlag auf jüdische Schule in Toulouse
Am Morgen des 19. März gegen 8 Uhr früh fuhr der Täter mit einem Motorroller vor das in einem ruhigen Wohnquartier von Toulouse gelegene jüdisch-orthodoxe Collège Ozar Hatorah und feuerte mit einer Waffe vom Kaliber 9 mm auf einen Lehrer, der mit anderen Erwachsenen und Kindern vor dem Gebäude stand. Anschließend stellte er seinen Roller ab und betrat das Schulgelände, wo er mit einer größeren Waffe um sich schoss. Er tötete den dreißigjährigen Rabbiner Jonathan Sandler, dessen zwei kleine Kinder und Myriam Monsonego, die achtjährige Tochter des Schuldirektors. Alle Opfer waren französisch-israelische Doppelbürger. Ein 17-jähriger Schüler wurde schwer verletzt. Der Täter konnte auf seinem Motorroller flüchten.
Nach diesem Anschlag rief die Regierung in Paris erstmals die höchste Stufe des 1981 eingeführten Anti-Terrorplans Vigipirate in drei Départements um Toulouse aus.

## Fahndung und Tötung

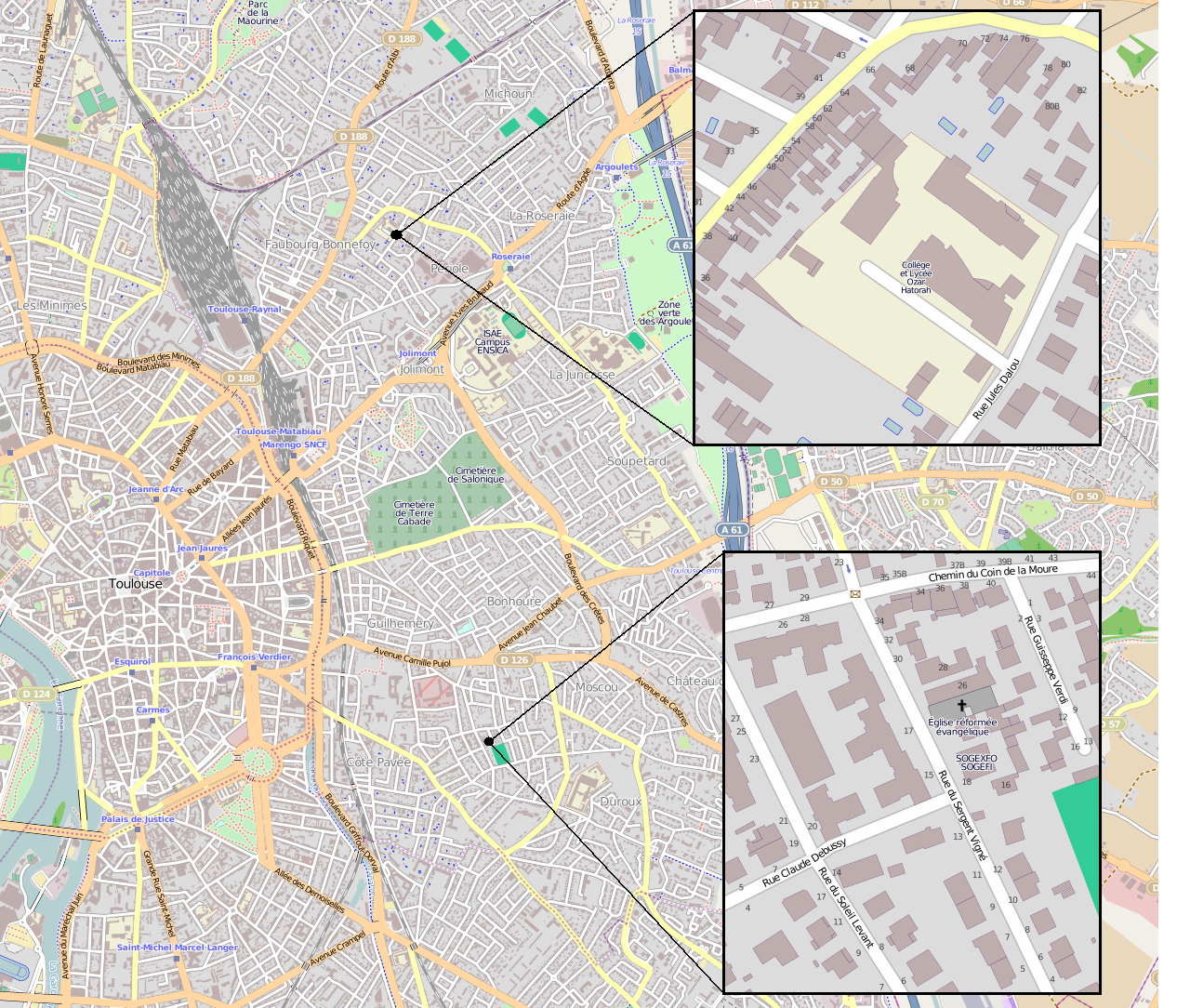
Der Wohnort des mutmaßlichen Täters und einer der Tatorte liegen nur wenige Kilometer voneinander entfernt

Zeugen hatten in allen drei Fällen angegeben, dass der Täter mit einem Motorroller oder Moped vom Tatort geflüchtet sei.
Bereits nach den Morden an den Soldaten ermittelte der französische Inlandsgeheimdienst DCRI gegen einen 23-jährigen Mann als mutmaßlichen Täter. Nach dem Anschlag auf die jüdische Schule sollen sich die Verdachtsmomente verstärkt haben.
In der Nacht zum 21. März umstellten die Spezialkräfte und Polizei in Côte Pavée, einem Stadtteil von Toulouse, das Haus, in dem der mutmaßliche Täter wohnte. Dabei kam es zu einer Schießerei, bei der drei Polizisten verletzt wurden. In den Morgenstunden des 22. März rückte die Eliteeinheit unter Einsatz eines Roboters in die Wohnung vor. Als der mutmaßliche Täter im Badezimmer durch den Roboter lokalisiert wurde, kam es erneut zu einer Schießerei, in deren Verlauf Merah drei Polizisten verletzte. Danach versuchte er zu flüchten, und beim Sprung aus dem Fenster wurde er von einem Präzisionsschützen getötet. Meldungen vom Tod des Serienmörders wurden vom französischen Innenminister gegen Mittag bestätigt.
Während der 30 Stunden, in denen Merah sich in seiner kleinen Wohnung verschanzt hatte, soll er sich in den Verhandlungen mit der Sondereinheit RAID der französischen Nationalpolizei (vergleichbar der deutschen GSG 9) als muslimischer Mudschahid und Mitglied der al-Qaida bezeichnet und ein Geständnis abgelegt haben. Experten der RAID gaben an, Merah habe sich während der Belagerung als „Mudschahed“, als Gotteskrieger bezeichnet.
Als Motiv für seine Tat nannte Merah in einem Anruf bei einem Journalisten des Senders France 24, er habe mit den Morden gegen das Verschleierungsverbot, den Afghanistan-Einsatz der französischen Armee und die Situation in Palästina protestieren wollen. Er war der französischen Polizei bekannt und soll sich in der Vergangenheit in Pakistan und Afghanistan aufgehalten haben, wo er einmal festgenommen wurde. Innenminister Claude Guéant, der am Einsatzort war, sagte, Merah sei in einer „salafistischen Gruppe“ in Toulouse radikalisiert worden, die etwa ein Dutzend Mitglieder, aber keinen Namen habe. Mit seiner Tat habe Merah palästinensische Kinder rächen wollen, an deren Tod seiner Meinung nach die französische Armee mit Schuld sei. Der palästinensische Premierminister Salam Fayyad verurteilte in einer Nachricht diese Rechtfertigung für die Morde aufs Schärfste.

## Reaktionen und Ermittlungen
Am 23. März wurde bekannt, dass Mohamed Merah bei dem Feuergefecht laut Obduktionsbericht über zwanzig Schusswunden erlitt. Zwei davon waren tödlich: eine an der linken Schläfe und eine weitere im Unterleib.
Eine Verbindung zwischen Mohamed Merah und organisierten Gruppen oder mit dem Terrornetzwerk al-Qaida ließ sich (Stand März 2012) nicht belegen. Merah hatte sich als Mitglied des Terrornetzwerks al-Qaida bezeichnet. Es gebe keine Belege dafür, dass Mohamed Merah von organisierten Gruppen oder Dschihadisten trainiert wurde oder Kontakt zu ihnen hatte.
Die einstige Ermittlungsrichterin und Kandidatin im französischen Präsidentschaftswahlkampf 2012, Eva Joly, kritisierte eine „Über-Mediatisierung“ der Belagerung der Wohnung, in der Merah sich verschanzt hatte, durch Innenminister Claude Guéant, der ihrer Ansicht nach vor laufender Kamera „wie ein Journalist“ das Geschehen kommentiert habe. „Einen Innenminister am Einsatzort zu sehen, wie er live das Geschehen kommentiert, wie er sich zum Übermittler der Worte von Mohamed Merah macht – das ist unglaublich!“
Am Abend des 25. März 2012 erhob die Staatsanwaltschaft in Frankreich Anklage gegen Abdelkader Merah, einen 29 Jahre alten Bruder des Getöteten, wegen des Verdachts auf Beihilfe zum Mord und Verschwörung zu Terrorakten. Er räumte ein, beim Diebstahl des Motorrollers anwesend gewesen zu sein, stritt aber die Vorwürfe ab. Sicherheitsdiensten war Abdelkader Merah erstmals 2007 als militanter Islamist aufgefallen. Der Verdacht gegen Mutter und Ehefrau erhärtete sich zunächst nicht; beide wurden am 24. März freigelassen.

### Der dritte Mann
Die Regierung beharrte zunächst darauf, Mohamed Merah (arabisch محمد مراح; 10. Oktober 1988 – 22. März 2012) sei ein „untypischer Einzeltäter“, der sich selbst radikalisiert habe, vielleicht noch von seinem Bruder Abdelkader unterstützt. Nachdem die Videos auftauchten, die Mohamed Merah von den Morden gefilmt haben soll, begann die Polizei offiziell nach einem dritten Mann zu fahnden, der ihm beim Diebstahl des Motorrollers geholfen haben könnte.
Am 24. März erhielt das Pariser Büro des Fernsehsenders Al Jazeera einen Umschlag mit einem USB-Stick, der am 20. März in einem Dorf in der Nähe von Toulouse aufgegeben worden war. Es war fraglich, wer ihn abgeschickt hatte, da Mohamed Merah zu diesem Zeitpunkt bereits unter Polizeibeobachtung stand. Das Video zeige eine etwa 25-minütige Montage in chronologischer Reihenfolge aus Szenen der Morde vom 11., 15. und 19. März und sei mit rezitierten Koranversen und Musik unterlegt. Es zeige nicht das Gesicht des Serienmörders und enthalte keine Stellungnahme. In einem beiliegenden nicht unterzeichneten Schreiben bekenne sich der Autor zu den Taten und gebe an, auf Befehl Gottes und al-Qaidas gehandelt zu haben, beschrieb der Bürochef von Al Jazeera.
Der frühere Chef der Spionageabwehr DST, Yves Bonnet, vermutete eine Informanten-Tätigkeit Merahs. Der Zeitung La Dépêche du Midi aus Toulouse sagte er am 27. März, Merah sei beim Inlandsgeheimdienst DCRI nicht nur als Islamist bekannt gewesen, sondern habe dort einen Ansprechpartner gehabt. „Nennen Sie es Ansprechpartner, nennen Sie es Führungsoffizier (…). Ich weiß nicht, wie weit diese Beziehungen gingen, also diese Zusammenarbeit mit dem Dienst, aber man kann sich wirklich Fragen stellen an diesem Punkt.“
Nach Angaben der italienischen Zeitung Il Foglio war Mohamed Merah in den Jahren 2010 und 2011 mit Hilfe des französischen Auslandsgeheimdiensts DGSE als dessen Informant nach Afghanistan und Pakistan gereist. Der israelische Inlandsgeheimdienst Schin Bet bestätigte die Einreise von Merah über Jordanien in das Westjordanland über die Allenby-Brücke im September 2010, widersprach aber den Angaben des Chefs der DCRI, Bernard Squarcini, Merah sei damals von der Polizei mit einem Messer aufgegriffen worden.
Squarcini widersprach Vorwürfen, Mohamed Merah sei ein Spitzel von Sicherheitsbehörden gewesen. Er sagte der Nachrichtenagentur AFP am 27. März, Merah sei weder „Informant des DCRI noch eines anderen französischen oder ausländischen Dienstes“ gewesen.

### Festnahmen
Am 4. November 2012 gab die Polizei bekannt, dass im Zuge der Ermittlungen zwei Personen festgenommen und verhört worden seien. Ein Mann und seine Lebensgefährtin sollten demnach Merah bei den Anschlägen unterstützt haben.

## Prozess und Urteil
Anfang Oktober 2017 begann vor einem französischen Gericht ein Prozess gegen Mohamed Merahs älteren Bruder Abdelkader.
Abdelkader Merah wurde der Mittäterschaft an den Attentaten angeklagt.
Am 2. November 2017 wurde er der Beteiligung an einer terroristischen Vereinigung schuldig gesprochen und zu 20 Jahren Haft verurteilt. Im April 2019 erhöhte das Berufungsgericht die Strafe auf 30 Jahre.